# Renault Rodéo
Der Renault Rodéo ist ein offener Freizeitwagen, der auf Renault-Technik basiert. Er war die Antwort des französischen Staatskonzerns auf den Citroën Méhari. Von 1970 bis 1986 entstanden die Versionen Rodéo 4, Rodéo 6 und Rodéo 5. Alle Varianten wurden mit Werksunterstützung bei ACL (Ateliers de Construction du Livradois, ab 1972 Teilhol) gebaut und unter dem Markennamen Renault vertrieben. Konzeptionell ähnlich ist der Farma Σ, den MAVA-Renault in den 1980er-Jahren in Griechenland baute.

## Entstehungsgeschichte
1968 brachte Citroën den einfach konzipierten Strandwagen Méhari heraus, der von Beginn an erfolgreich war. Zur gleichen Zeit präsentierte Renault eine offene, türlose Version des R4, die im Werksauftrag bei Sinpar entstand und als R4 Plein Air vermarktet wurde. Der Plein Air zielte auf die gleiche Marktnische wie Citroëns Méhari, war aber nicht zuletzt wegen seines vergleichsweise hohen Preises und der äußerlichen Nähe zum Ausgangsmodell weitaus weniger erfolgreich: Bis 1970 entstanden nur etwa 600 Fahrzeuge. Um dem Méhari besser entgegentreten zu können, wandte sich Renault an mehrere unabhängige Karosseriebauunternehmen, die ein an den Méhari erinnerndes, simples und preiswertes Freizeitauto mit Renault-Technik entwickeln sollten. Letztlich gewann das Konzept der Ateliers de Construction du Livradrois (ACL) aus Courpière (Auvergne), die später als Teilhol SA firmierten. Raoul Teilhols Konstruktion verband die unveränderte Antriebstechnik von Renault mit einer schlichten, einfach zu produzierenden Kunststoffkarosserie. 1970 begann die Serienfertigung. Renault vertrieb das Rodéo genannte Auto auf vielen Märkten unter der eigenen Marke. Später wurde die Baureihe in die Modelle Rodéo 4 und 6 aufgespalten; 1981 ersetzte der vergleichbar konzipierte, aber neu konstruierte und gestaltete Rodéo 5 die bisherigen Rodéos. 1986 endete die Produktion des Rodéo 5, ohne dass Renault einen Nachfolger entwickeln ließ. Die Gesamtproduktion aller Rodéo-Reihen in der Zeit von 1970 bis 1986 wird je nach Quelle auf 55.000 bis 60.000 Fahrzeuge geschätzt; in der gleichen Zeit produzierte Citroën etwa 150.000 Méharis.
Teilhol wandte sich 1986 Citroën zu und konstruierte das Strandauto Teilhol Tangara mit Citroën-Technik, das 1987 auf den Markt kam und als indirekter Nachfolger sowohl des Méhari als auch des Renault Rodéo gelten kann.

## Rodéo 4 (1970–1981)

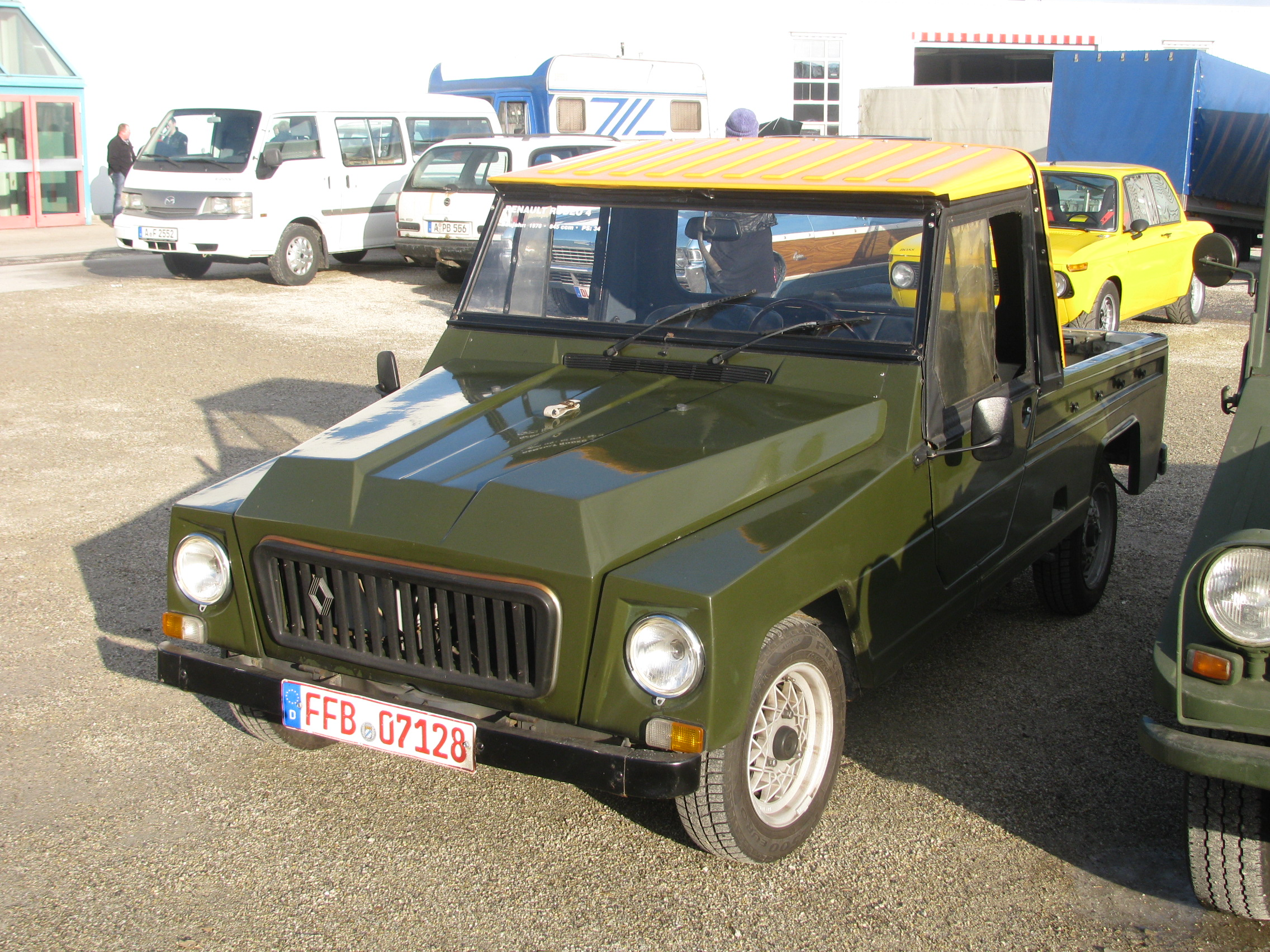
Renault Rodéo R4

Die erste Version von Renaults Strandwagen debütierte 1970. Sie hieß anfänglich nur Rodéo (werksinterne Bezeichnung: Typ 1A). Mit dem Erscheinen des Rodéo 6 im Jahr 1972 wurde die Basisversion in Rodéo 4 umbenannt. Sie wurde bis August 1981 von ACL gebaut.
Der Rodéo 4 hat die Plattform und das Fahrwerk des Kastenwagens Renault R4 Fourgonnette. Als Antrieb dient der Renault Billancourt-Reihenvierzylindermotor mit 845 cm³ Hubraum, der 30 PS (22 kW) leistet; ab 1972 war wahlweise auch eine Version mit 34 PS (25 kW) erhältlich. Der Rodéo hat serienmäßig Frontantrieb; auf Wunsch konnte zeitweise auch ein von Sinpar entwickelter Allradantrieb geliefert werden.
Die Karosserie des Rodéo besteht aus glasfaserverstärktem Kunststoff; das Material wurde Palatal genannt und war komplett durchgefärbt. Der Aufbau ist als offener Zweitürer mit langer Ladefläche gestaltet, wobei die Türen komplett entfernt werden können. Die Windschutzscheibe war bei einigen Versionen umklappbar. Im Laufe der Jahre wurden einige Details an der Karosserie verändert. So wurde 1976 die Heckpartie des Rodéo 4 an die des Rodéo 6 angepasst. Fünf Versionen waren erhältlich:
- Evasion: Offener Pickup ohne Verdeck und Türen,
- Chantier: Stoffverdeck über der Fahrerkabine, offene Ladefläche,
- Coursière: Stoffverdeck über Sitzen und Ladefläche ohne Seitenteile,
- Quatre Saisons: Stoffverdeck über Sitzen und Ladefläche mit Seitenteilen aus Stoff und Kunststofffenstern an den Seiten und in den Türverkleidungen,
- Artisanale: blickdichtes Stoffverdeck über der Ladefläche.

## Rodéo 6 (1972–1981)

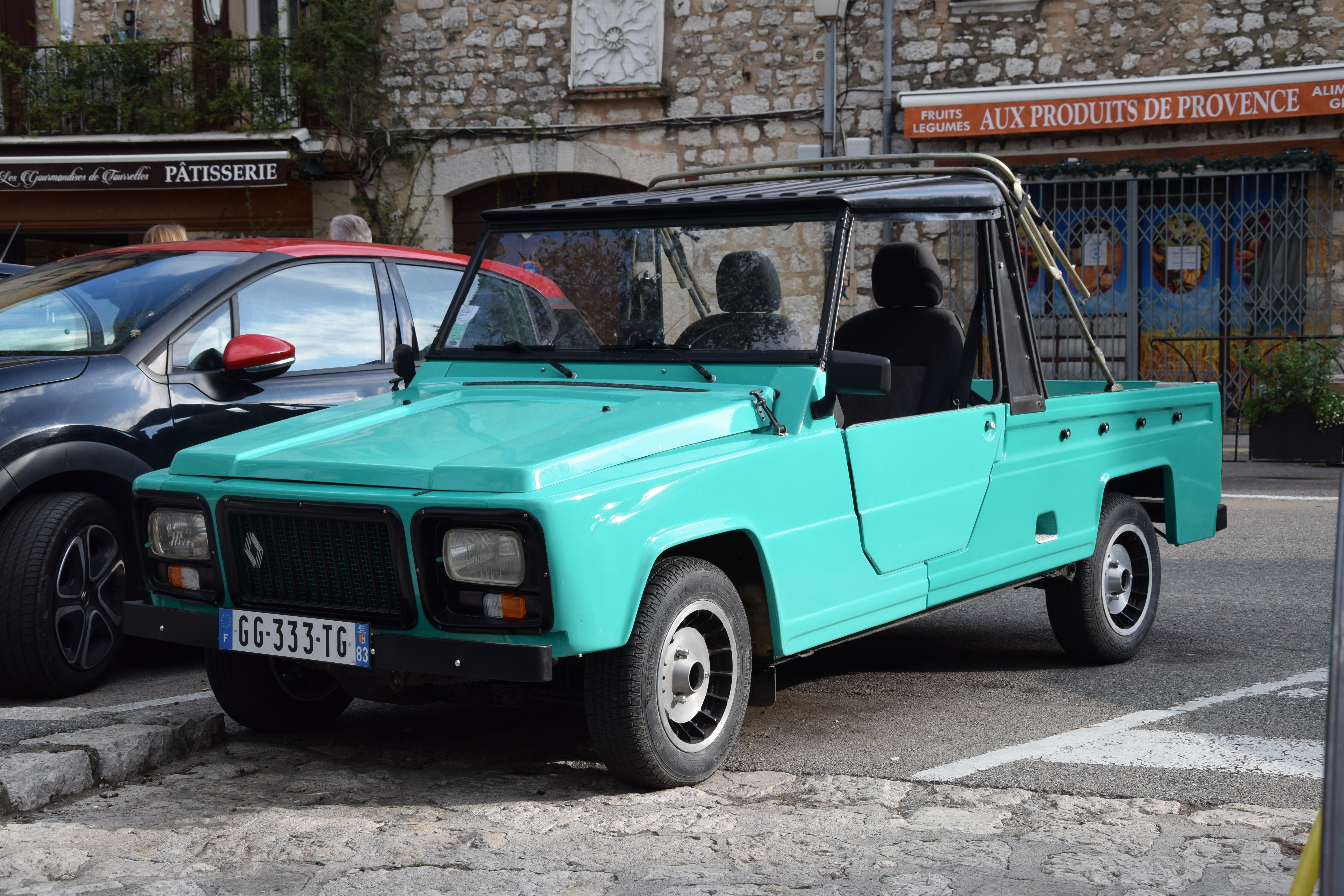
Renault Rodéo 6

Ab Herbst 1972 wurde ergänzend der Rodéo 6 (werksinterne Bezeichnung: Typ 2B) angeboten, der sich durch eine modifizierte Karosserie und den größeren Motor vom Rodéo 4 unterscheidet. Die Karosserie besteht wie beim Rodéo 4 aus glasfaserverstärktem Kunststoff. Sie hat einen fest montierten Überrollbügel hinter den Sitzen in der ersten Reihe. Die Motorhaube des Rodéo 6 ist niedriger als die des Rodéo 4. Vorn wurden rechteckige Scheinwerfer eingebaut, die in farblich abgesetzten Einheiten mit den Blinkern und Standlichtern zusammengefasst sind. Ein Facelift von 1979 brachte eine überarbeitete Frontpartie, bei der die Leuchteinheiten in ein über die gesamte Wagenbreite reichendes Kunststoffelement eingesetzt sind. Als Antrieb dient der 1108 cm³ große Ventoux-Reihenvierzylindermotor aus dem Renault 6 TL. Ab Oktober 1980 wurde ein verbesserter 1289-cm³-Motor aus dem Renault 5 GTL eingebaut, der hier 32,5 kW (45 PS) leistet.

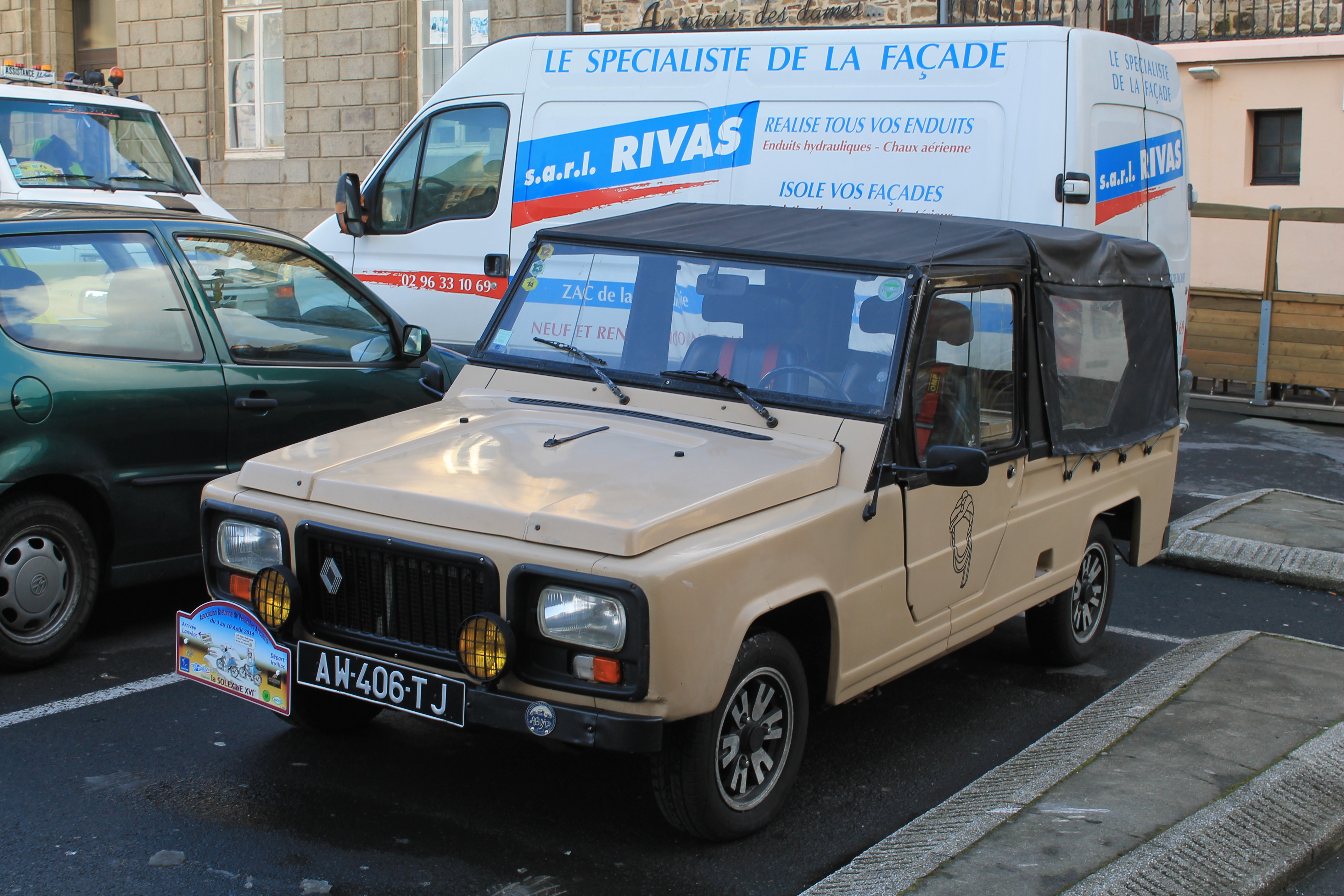
Rodéo 6
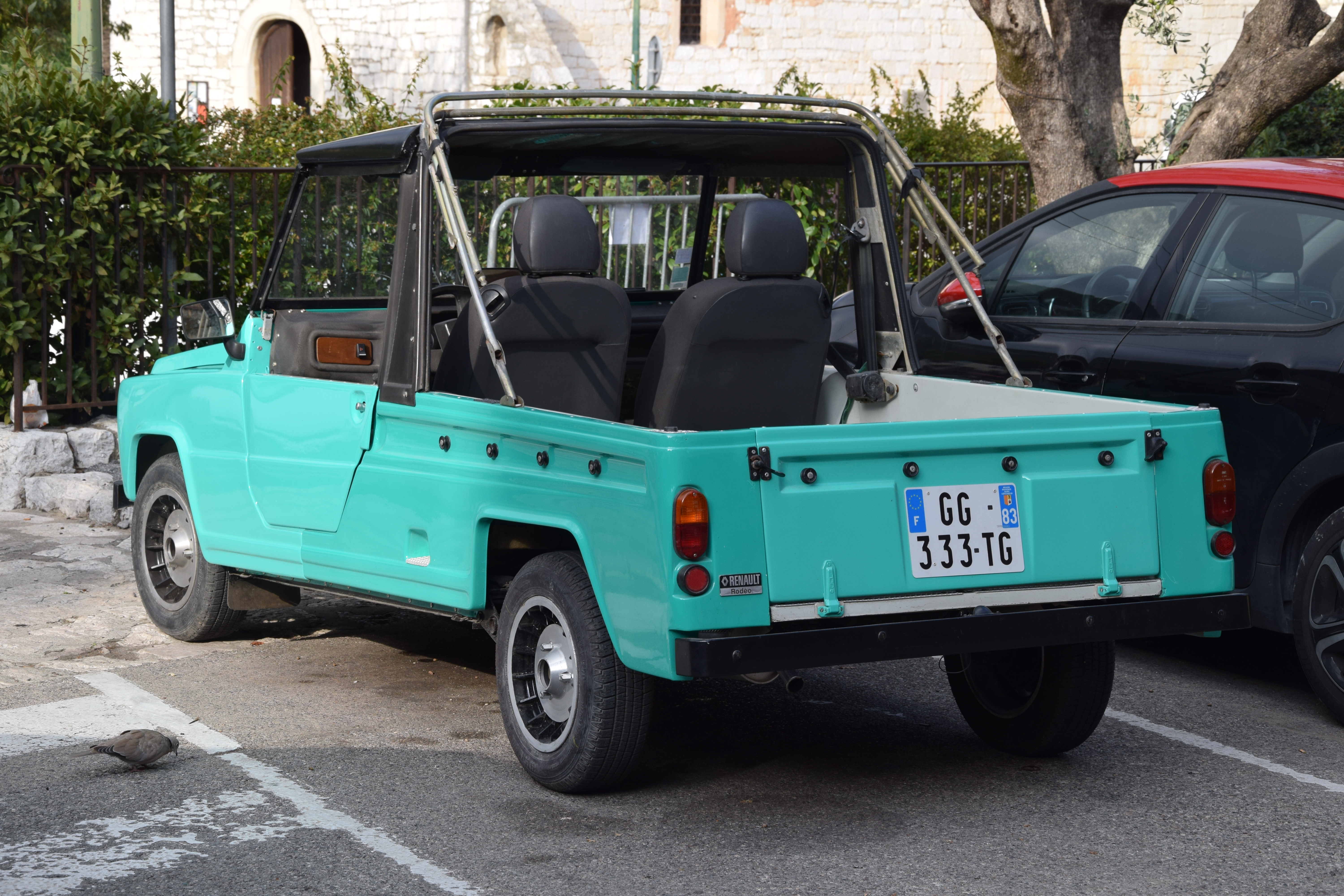
Heckansicht
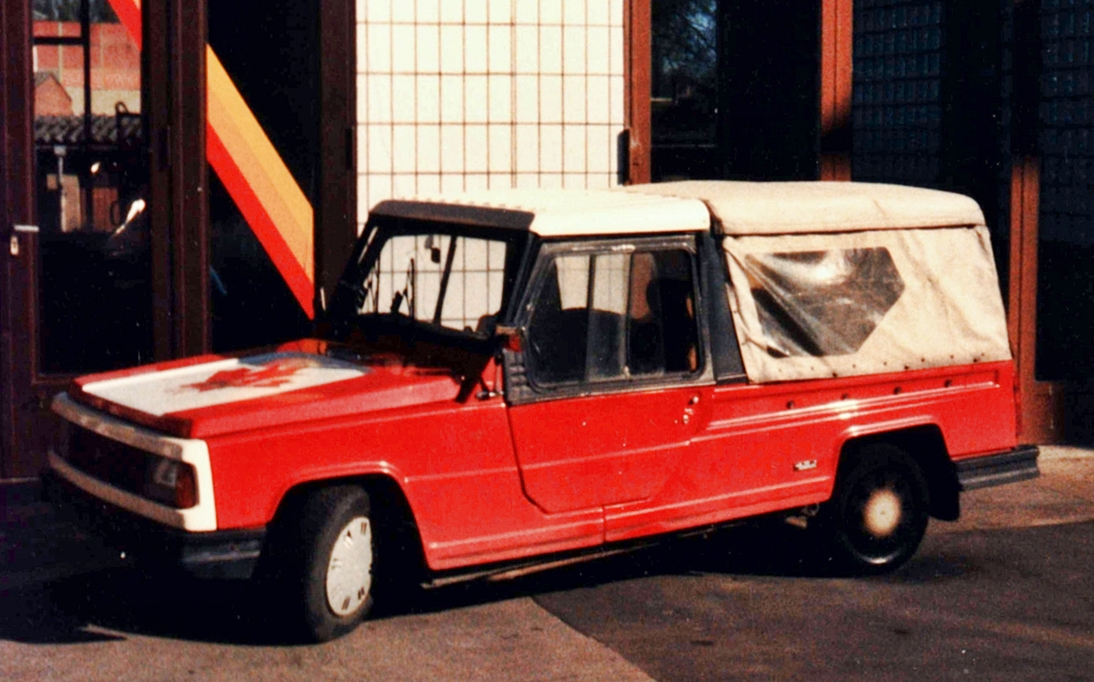
Renault Rodéo 6 (Facelift 1979)

## Rodéo 5 (1981–1986)

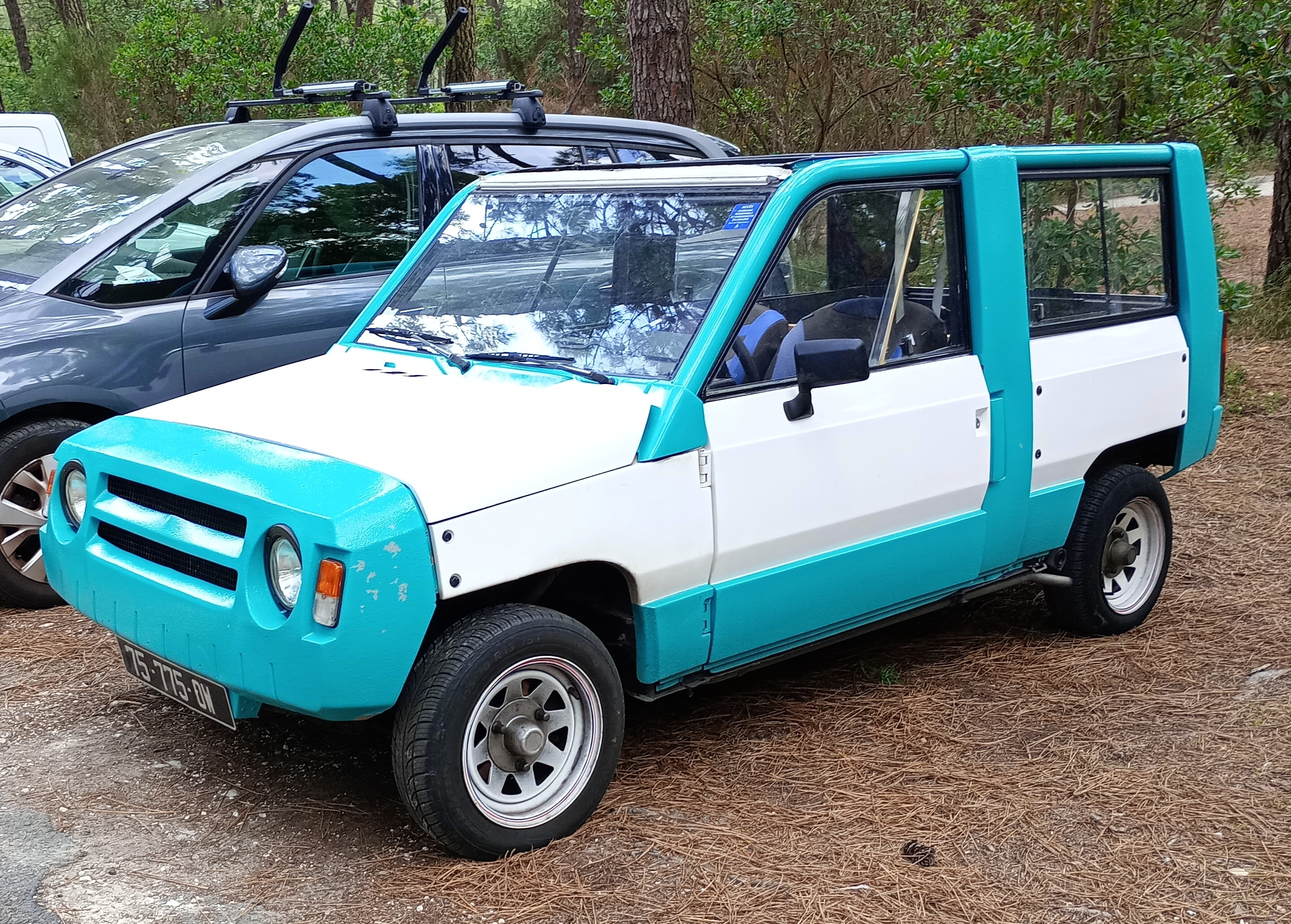
Renault Rodéo 5 Quatre Saisons

Im September 1981 ersetzte der neu konstruierte Rodéo 5 die bisherigen Rodéo-Modelle 4 und 6. Technische Basis des Rodéo 5 war weiterhin der Renault 4 Fourgonette; der Antrieb kam vom Renault 4 GTL. Der Aufbau war neu konstruiert und neu gestaltet. Für den Rodéo 5 hatte Teilhol ein Karosserieskelett aus Stahlrohren konstruiert, an dem Formteile aus Polyester mit eingespritztem Polyurethanschaumkern befestigt wurden. Der Rodéo 5 war als Quatre Saisons mit und als Plein Air ohne Türen und Seitenfenster erhältlich. Die Karosserie ist zweifarbig gestaltet. Die Frontmaske, die die Kühleröffnung und die Leuchteinheiten enthält, ist ebenso dunkel (meist schwarz oder braun) gefärbt wie die A-, B- und C-Säule und der Überrollbügel. Die Motorhaube, die Kotflügel und die Türen haben eine kontrastierende hellere Farbe. Teilhol lieferte in jedem Baujahr nur eine einzige Farbe: 1982 orange, 1983 grün, 1985 ockergelb und 1986 elfenbeinfarben. 1984 bot Renault die Sondermodelle Rodeo Hoggar und Rodeo Sologne an.
Der Absatz des Rodéo 5 blieb deutlich hinter den Erwartungen zurück. Renault stellte das Modell mit Ablauf des Jahres 1986 ohne Nachfolger ein.